# 자치기 (행정 구역)
자치기(自治旗)는 중화인민공화국의 민족 구역 자치행정체의 일종이다. 전국에 3개의 자치기가 있다. 자치기는 내몽골 자치구에만 있는 민족 구역 자치행정체이다. 자치기와 자치현의 차이는 명칭뿐이다.

## 자치기 일람
- 오로촌 자치기(후룬베이얼 시)
- 예벤키족 자치기(후룬베이얼 시)
- 모리다와 다우르족 자치기(후룬베이얼 시)